# Fledermausquartier Brauereikeller Frankfurt (Oder)
Fledermausquartier Brauereikeller Frankfurt (Oder) este o arie protejată (arie specială de conservare — SAC, sit de importanță comunitară — SCI) din Germania întinsă pe o suprafață de 0,25 ha, integral pe uscat.

## Localizare
Centrul sitului Fledermausquartier Brauereikeller Frankfurt (Oder) este situat la coordonatele 52°20′30″N 14°33′02″E / 52.3417°N 14.5506°E.

## Înființare
Situl Fledermausquartier Brauereikeller Frankfurt (Oder) a fost declarat sit de importanță comunitară în septembrie 2000 pentru a proteja 4 specii de animale. Situl a fost protejat și ca arie specială de conservare în ianuarie 2006.

## Biodiversitate
Situată în ecoregiunea continentală, aria protejată nu include niciun habitat protejat.
La baza desemnării sitului se află mai multe specii protejate de  mamifere (4): liliac cârn (Barbastella barbastellus), liliac cu urechi mari (Myotis bechsteinii), liliac de iaz (Myotis dasycneme), liliac comun (Myotis myotis).